# 宽叶日本粗叶木
宽叶日本粗叶木（学名：Lasianthus japonicus var. latifolius）为茜草科粗叶木属下的一个变种。

## 扩展阅读
- 維基物種上的相關：宽叶日本粗叶木